# Cadwallader Range
Die Cadwallader Range, ursprünglich als Cadwallader Mountains bezeichnet, ist ein Gebirgszug der Pacific Ranges in den Coast Mountains im Süden der kanadischen Provinz British Columbia, im Squamish-Lillooet Regional District.

## Geographie
Die Cadwallader Range liegt im Bridge River-Lillooet Country des südlich-zentralen British Columbia Interior zwischen dem Südende des Anderson Lake (im Osten) und dem Hurley River. Nach der Basiskarte der Provinz sind die genauen Grenzen des Gebirgszuges der McGilliray Pass an seinem östlichsten Ende, dem sich nach Osten die Bendor Range anschließt, und der Pass zwischen Noel Creek und Sockeye Creek im Westen, welcher unmittelbar nördlich des Ufers des Birkenhead Lake liegt. Die offiziell nicht benannte Kette westlich des Passes wird Noel Range nach ihrem Hauptgipfel, Mount Noel, genannt. Am Fuß der Cadwallader Range entlang ihrer Nordostflanke fließt der Cadwallader Creek, Schauplatz der historischen und einst reichen Minen Bralorne und Pioneer (aka Bralorne-Pioneer) und der Geisterstadt Bralorne.

## Geschichte
Der Gebirgszug wurde 1917 als Cadwallader Mountains benannt und 1951 in Cadwallader Range umbenannt. Der Name ist von dem Flüsschen abgeleitet, das nach dem Waliser Evan Cadwallader benannt ist, dessen Nachname letztendlich vom mittelalterlichen walisischen König Cadwaladr (ca. 655–682) stammt.
Evan Cadwallader war Prospektor, der die Gegend 1865 als Mitglied einer vierköpfigen Forschergruppe aufsuchte, die von Gouverneur Seymour beauftragt war, die Bergbaupotenziale des Gebietes zu untersuchen; anschließend ließ er sich in Moodyville nieder, heute ein Stadtteil von North Vancouver. Eine nach ihm benannte Poststation wurde von 1900 bis 1902 irgendwo am Lauf des Flüsschens betrieben; der genaue Ort ist jedoch unbekannt.